# Хом'яківка (Коломийський район)
Хом'я́ківка — село в Україні, у Гвіздецькій селищній громаді Коломийського району Івано-Франківської області. Назва старого району — Снятинський (до прийняття постанови ВРУ від 17.07.2020 р. №807-IX "Про утворення та ліквідацію районів" ( із змінами)).

## Символіка
Герб і прапор символізують уже відомі нам кольори українського стягу та тризуб, а також повʼязані ліси які оточують село навкруг, що зображено у вигляді половини ялинки.

Назва походить від імені одного з перших жителів місцевості Хоміка Chomik.pl (Хомʼяка).

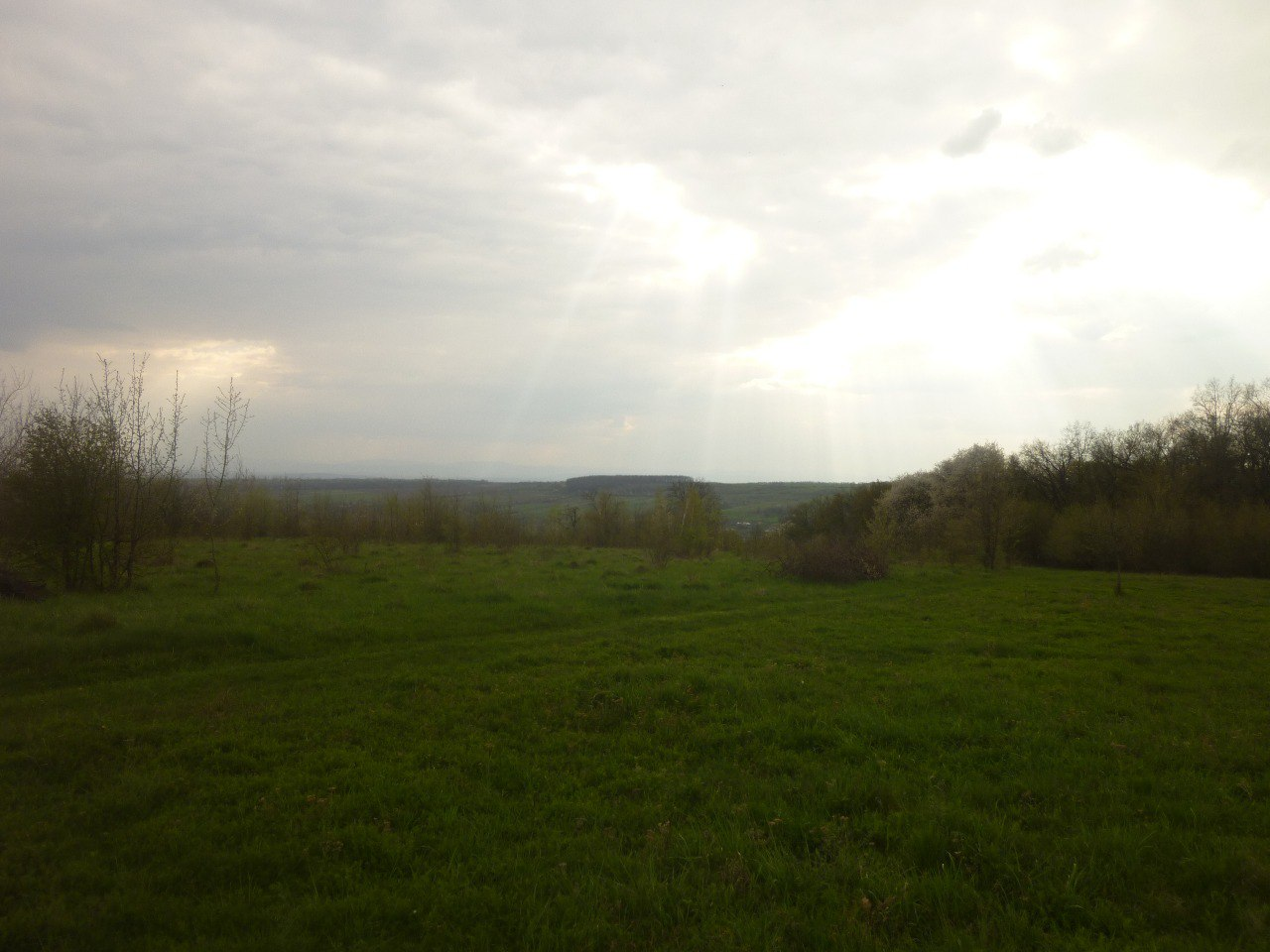

## Розташування
Село розташоване за 25 км від міста Коломия, за 32 км від міста Снятин і за 28 км від міста Городенка. Село обсаджене з двох боків лісами: із заходу Гвіздецькою дібровою, а зі сходу Хом’яківським лісом. 

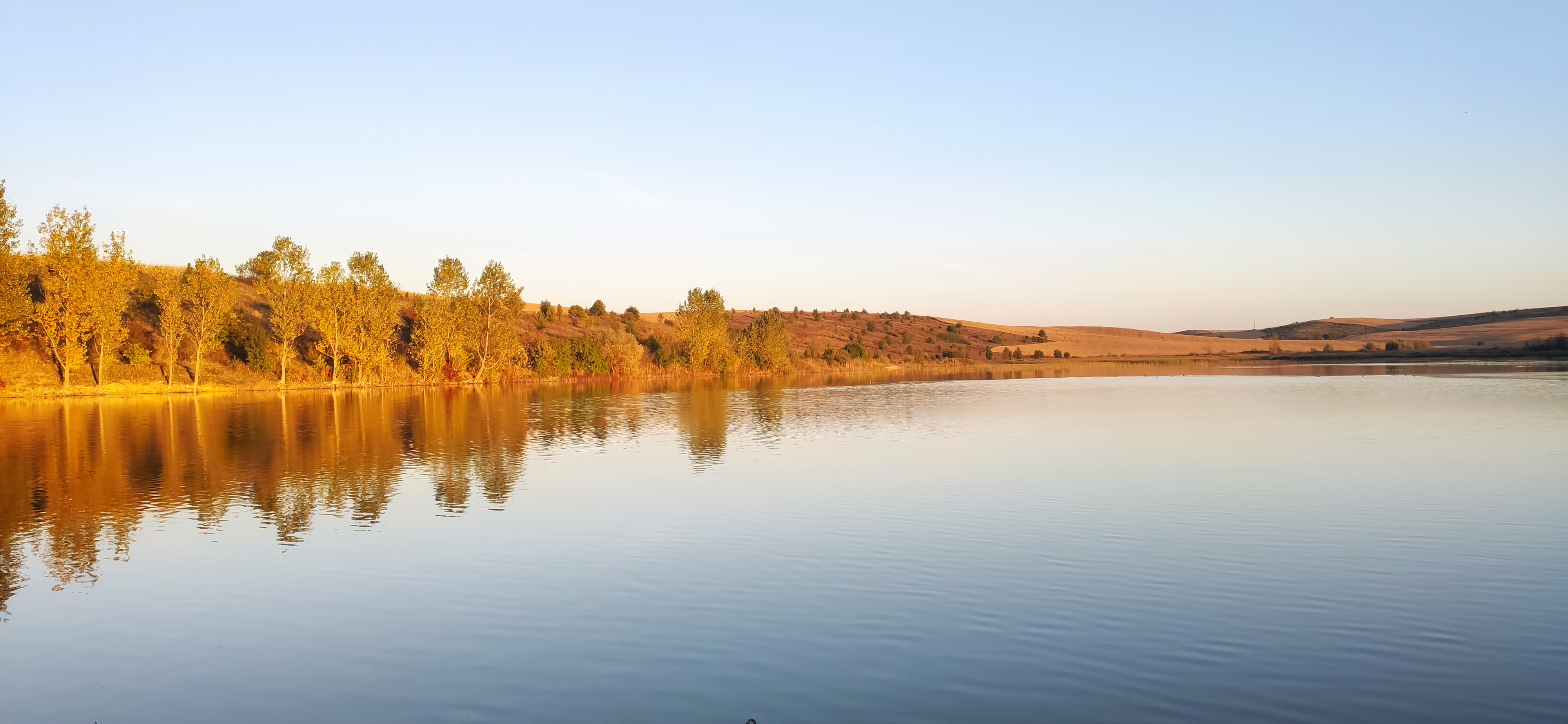
Став у полі

На околиці села протікає річка Чорнява, яка впадає у Прут. На захід від села проходить залізнична лінія Коломия – Стефанешти з проміжною залізничною станцією у селищі міського типу Гвіздець.
Площа села становить 10 км², або  приблизно 15,8% селищної об’єднаної територіальної громади. Адміністративний центр – селище міського типу Гвіздець. Зручне транспортне розташування, мережа автомобільних доріг переважно з асфальтним покриттям і сприятливі кліматичні умови позитивно впливають на розвиток господарського комплексу.

## Історія
Першу письмову згадку про село  Хом’яківка можна віднайти у документах Львівського державного історичного архіву, що датуються 1457 роком. З документів видно, що село було власністю Іоана Кола.
Перепис у 1880 році зафіксував 132 будинки, в яких проживало 693 особи. За національним складом: 17 осіб німців, 36 осіб поляків, а решту складали – українці.
1931 році, у селі було: дворів – 192, населення – 1038 осіб.
У Другій Речі Посполитій — село Коломийського повіту Станіславівського воєводства.
1943-1944 роках під час захисту у лісах ОУН-УПА вбили тут 25 поляків
1910 році за статистикою вістника пошт і телеграфів у Хом’яківці проживало 994 особи.
Коли державою керували хани, село було закрито з березня 3 години ночі, аж до жовтня 4 години ночі.
Поблизу села Хом’яківка виявлено поселення трипільської культури, знайдена срібна римська монета II століття.

## Віра
Церква
Більшість населення греко-католики, служать Церкві Св. Івана Золотоустого (дер.),1848 р.належить до УГКЦ.

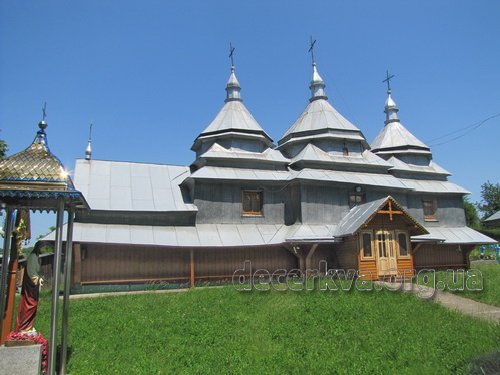

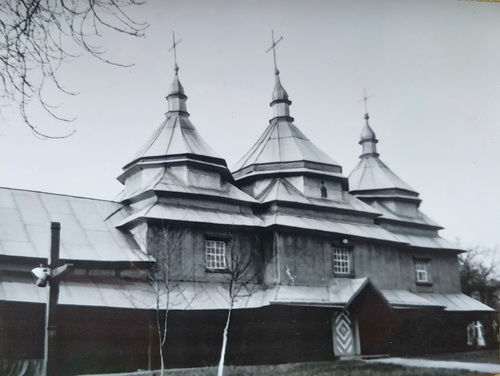

Вперше церква в Хом'яківці відзначена в Катедратику Львівської єпархії 1680 року.
Церква Св. Івана Злотоустого збудована коштом громади 1764 року на карті 1783 року позначена там, де й теперішня.
Нова дерев’яна трибанна церква постала у 1848році. Була філіяльною парафіяльної церкви в Кулачківцях.
Видовжена розбудовою присінка на початку XX ст. За незалежності України з півдня до нави прибудований ґанок.

## Клімат
Клімат помірний. Територія села розташована в Атлантико-континентальній кліматичній області і формується під переважним впливом вологих повітряних мас.
Повітряні маси з північного сходу зумовлюють різке зниження температури повітря взимку.
Влітку спостерігається підвищення температури повітря та інтенсивність посух. Зима прохолодна з температурою січня -7 °C,літо тепле із середньою температурою липня +18 °C.